# Sierpinskitriangel

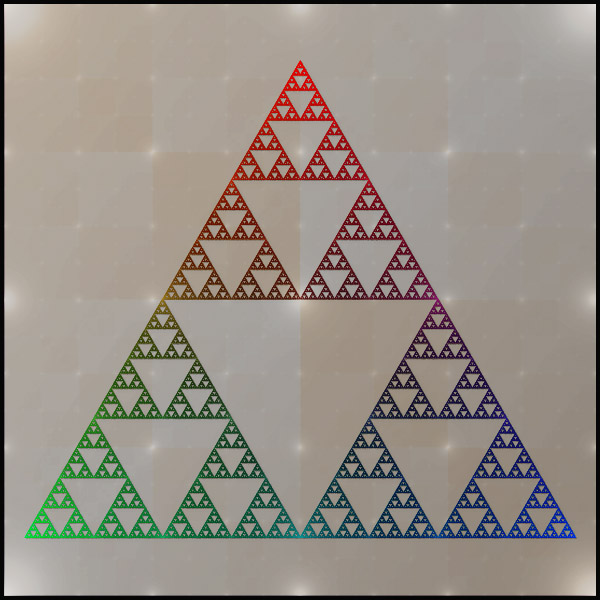
En Sierpinskitriangel.

Sierpinskitriangeln är en fraktal kurva som fått sitt namn efter sin upptäckare, Wacław Sierpiński.
En sierpinskitriangel bildas i teorin genom att upprepa en algoritm, beskriven nedan, ett oändligt antal gånger. I praktiken kan man skapa en godtyckligt god approximation av sierpinskitriangeln genom att iterera algoritmen tillräckligt många gånger. 

## Algoritm

Sierpinskitriangelns utveckling animerad.

En algoritm som skapar en approximation av sierpinskitriangeln är
1. Starta med valfri triangel i ett plan. Den kanoniska sierpinskitriangeln är en liksidig triangel med sin bas parallell med den horisontala axeln.
2. Skapa tre nya liksidiga trianglar, med sidor hälften så långa som ursprungstriangeln, och placera dessa så att två av triangelns hörn tangerar ett av hörnen på var och en av de andra trianglarna.
3. Upprepa steg 2 för var och en av de nya, mindre trianglarna.

## Alternativa metoder
Det finns även andra metoder för att generera en approximation av sierpinskitriangeln. En bild kan skapas med ett itererat funktionssystem som består av tre olika "regler" som väljs slumpvis. Det allra enklaste funktionssystemet som kan användas är
1. Välj tre punkter i ett plan och placera dig i en av punkterna.
2. Välj slumpvis någon av de tre punkterna och förflytta dig halva sträckan dit.
3. Markera aktuell position med en punkt och upprepa sedan från steg 2.

Metoden kallas slumpvandring och kan användas för att skapa en mängd olika fraktaler. Det som kan varieras är antalet punkter och hur stor del av sträckan som man skall förflytta sig, det går även bra att passera punkten och förflytta sig till exempel 1,5 gånger sträckan. (mer än två går dock inte, då kan punkten divergera mot oändligheten).

## Matematiska egenskaper
Sierpinskitriangeln har en Hausdorffdimension som motsvaras av log(3) / log(2) vilket är ungefär 1,58496. Det kommer av det faktum att den består av tre kopior av sig själv, var och en skalad med en faktor av 1:2.

## Baklänges
Om man tänker sig en valfri punkt någonstans på sierpinskitriangeln, och sedan noterar i vilken tredjedel av triangeln den befinner sig, och därefter förstorar den aktuella tredjedelen så att den motsvarar hela triangeln (2X) och samtidigt också jämför punktens position, var den befann sig och var den kommer att befinna sig i den nya större triangeln. Efter detta kommer punkten antingen fortfarande befinna sig i samma tredjedel eller i någon av de två andra — var är helt beroende av dess tidigare position. Om detta sedan upprepas ett antal gånger kommer punkten till slut att nå något av triangelns tre yttre hörn. På så sätt kan man alltså ta reda på vilket utgångsläge man behöver för att nå punkten, hur många iterationer som krävs, samt vilken väg punkten kommer att vandra genom triangelns olika tredjedelar. Vägen — eller de olika tredjedelarna — motsvarar det valda indexet som slumpen väljer i den tidigare beskrivna slumpvandringsmetoden. Den omvända algoritmen kallas för ett "tidflyktssystem".
Av det ovan nämnda och beskrivningen längre upp på sidan kan man dra slutsatsen att sierpinskitriangeln i varje punkt har tre kopplingar framåt och en koppling bakåt. Det fungerar ungefär som en linje med en negativ axel och tre positiva axlar men där punkterna inte ligger sida vid sida som normalt, utan är spridda över fraktalen i ett bestämt mönster.

## Variationer

### 2D

En Sierpinskimatta.

Den vanligaste varianten av sierpinskitriangeln är den kvadratiska sierpinskimattan, (engelska: "Sierpinski carpet". Egentligen är bara metoden Sierpinskis, fraktalen konstruerades av Karl Menger och kallas även för Mengers tvättsvamp, engelska; Menger sponge). Den kan skapas med slumpvandringsmetoden (beskriven ovan) med hjälp av 8 punkter, kvadratens hörn och mittpunkten av sidorna, och med en förflyttning som motsvarar 2:3 av sträckan. dimensionstal: ca 1,89279.

### 3D

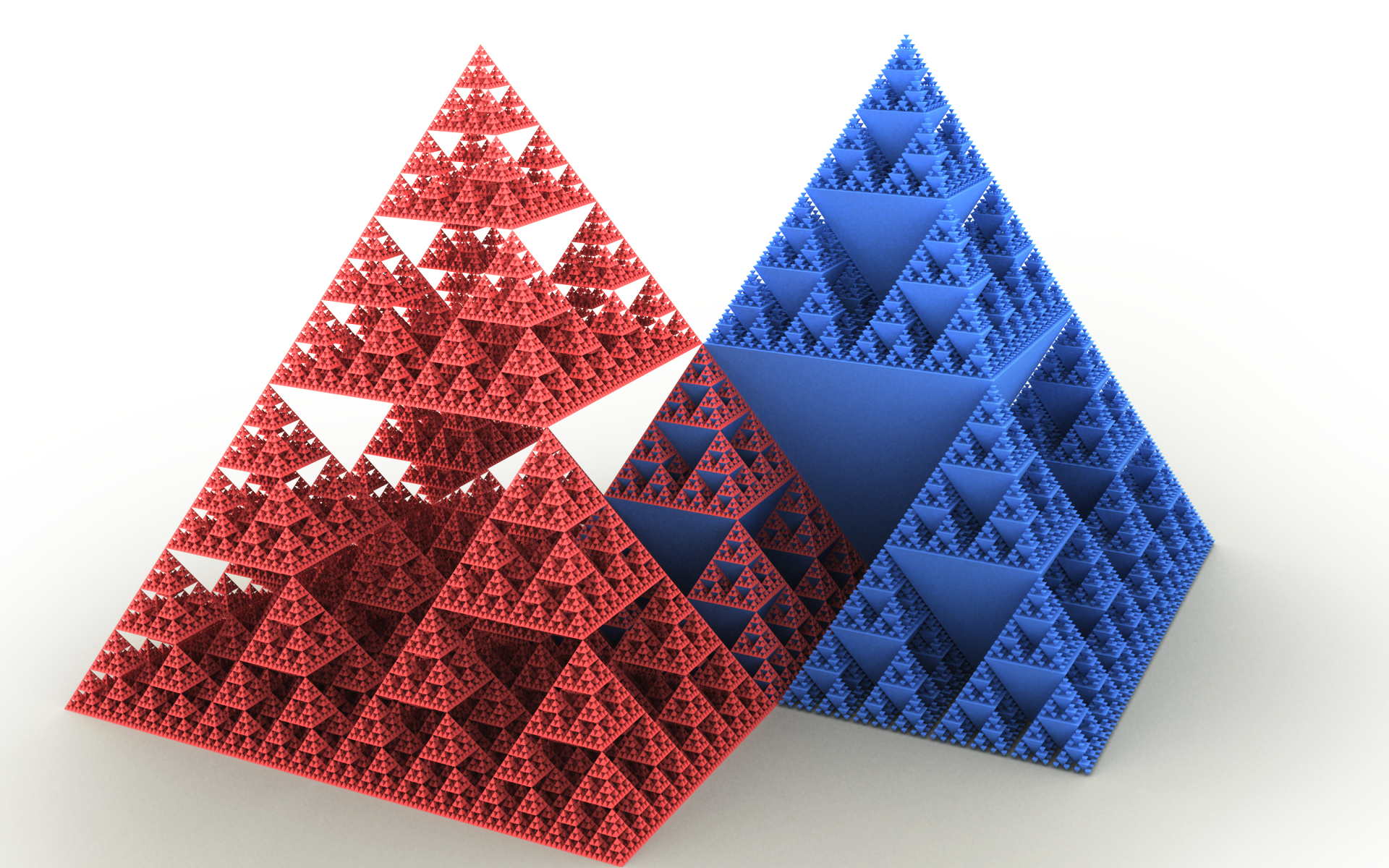
En Sierpinskipyramid.

Den naturligaste 3D-varianten är den av fyra likbenta trianglar bestående tetraedern. Med slumpvandringsmetoden kan den skapas med hjälp av fyra punkter i rummet som grupperade tre och tre ger fyra olika triangelformade tvådimensionella plan. Sedan sker en förflyttning som vanligt med halva sträckan mot den slumpvis valda punkten.
Alla kroppar som består av endast trianglar och rektanglar kan användas som utgångsmaterial för att skapa sierpinskivarianter. De plan som har fyra punkter, som botten på Sierpinskipyramiden, kommer att bli helt fyllda, (fyra punkter och en skalningsfaktor om 1:2 motsvarar {\displaystyle \log(4)/\log(2)=2{,}0} dimensioner). De triangelformade planen ger däremot sierpinskitrianglar.